# Terri
El Terri és un riu de Catalunya, afluent pel marge esquerre del Ter, d'orientació nord-oest cap a sud-est. La seva conca fluvial engloba gran part de la comarca del Pla de l'Estany, rep les aigües del vessant nord del massís de Rocacorba i, principalment, del desguàs de l'estany de Banyoles. El seu cabal prové inicialment de la riera de Canaleta i els recs Major, Cal General i el d'en Teixidor. També rep aigües d'afluents menors, posteriors, com el Matamors, el Remençà, Garrumbert i el Revardit.
Aquest riu recorre tota la Vall del Terri, amb diversos meandres i indrets encisadors, a prop de diverses poblacions.

## Afluents principals
- El Matamors
- La riera de Vall-llobera
- El Revardit

## Poblacions que travessa
- Banyoles
- Mata
- Borgonyà
- Cornellà del Terri
- Sords
- Santa Llogaia del Terri
- Ravós del Terri
- Sant Andreu del Terri
- Sant Julià de Ramis
- Medinyà